# 51-ша піхотна дивізія (Велика Британія)
51-ша Гірська́ піхо́тна диві́зія а́рмії (Велика Британія) (англ. 51st (Highland) Division) — військове з'єднання Сухопутних військ Великої Британії. Піхотна дивізія армії Великої Британії часів Першої та Другої світової війни.

## Історія
51-ша піхотна дивізія була сформована у складі Британських Територіальних сил у 1908 році,